# Vladimir Yevseyevich Zuev
Vladimir Yevseyevich Zuev (tiếng Nga: Владимир Евсеевич Зуев; 29 tháng 1 năm 1925 – 6 tháng 6 năm 2003) là một nhà vật lý Liên Xô và Nga, viện sĩ Viện Hàn lâm Khoa học Liên Xô, Anh hùng Lao động Xã hội Chủ nghĩa, từng nhận Giải thưởng Nhà nước Liên Xô, công dân danh dự của Tomsk, chuyên gia trong lĩnh vực vật lý khí quyển và quang học.

## Tưởng nhớ

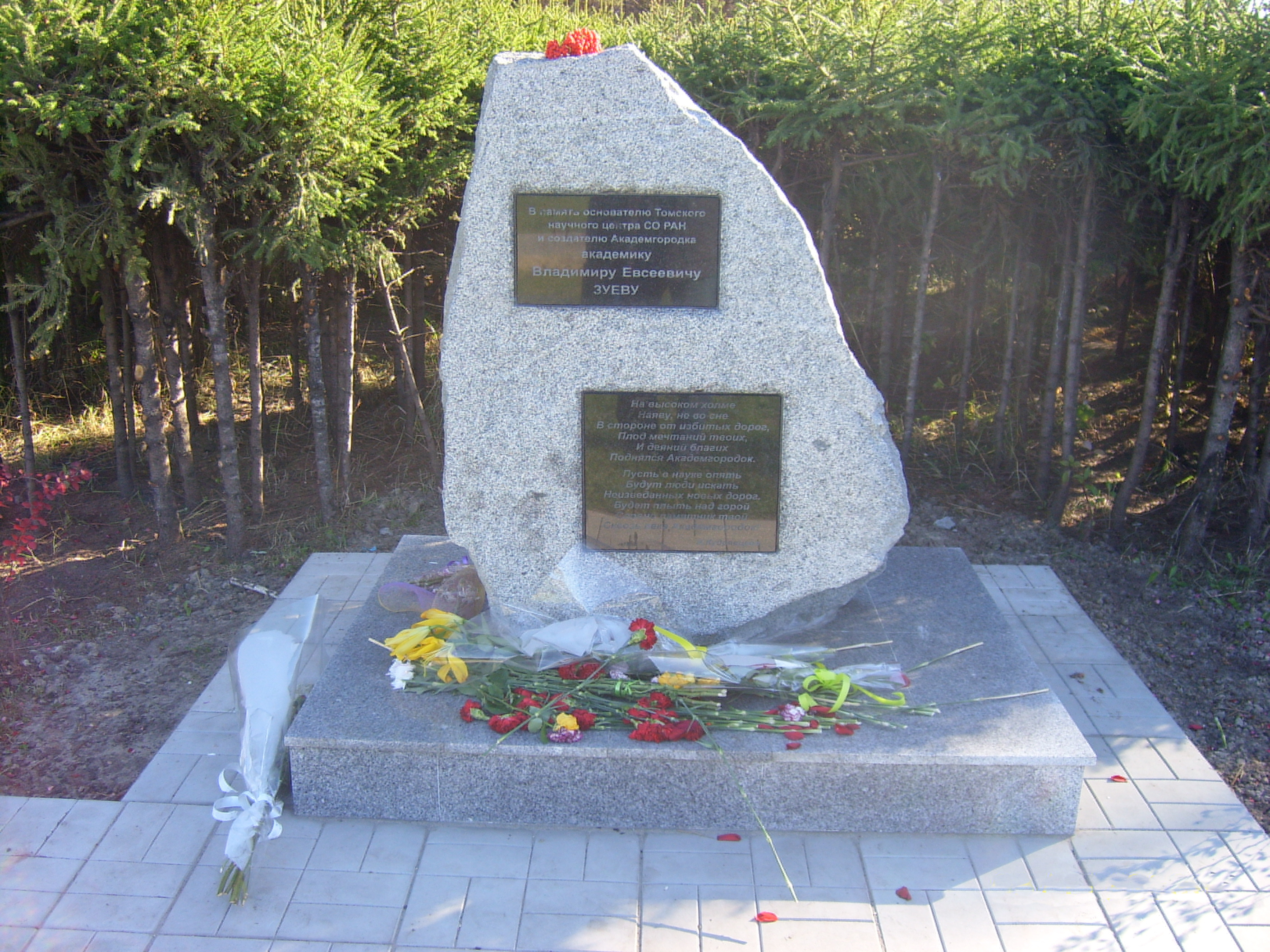
Đài tưởng niệm viện sĩ Vladimir Zuev tại Akodemgorodok

- Tên của ông được đặt cho một con đường ở Tomsk
- Có một đài tượng niệm ông ở Akodemgorodok

## Tác phẩm
Ông là tác giả của 32 cuốn sách và hơn 600 bài báo khoa học. Lĩnh vực chuyên môn của ông là quang học và vật lý khí quyển.